# Gmina Trnovo (Republika Serbska)
Gmina Trnovo (serb. Општина Трново / Opština Trnovo) – gmina w Bośni i Hercegowinie, w Republice Serbskiej, w mieście Sarajewo Wschodnie. W 2013 roku liczyła 1983 mieszkańców.